# Comunidad East Wind
La Comunidad East Wind es una comunidad intencional ubicada en las Montañas Ozarks, en el estado de Misuri. Fundada en 1973, es una comunidad laica y democrática en la que los miembros poseen todos los activos de la comunidad en común. Cada miembro recibe alimento, vivienda, vestido, atención médica, educación, y unos fondos discrecionales mensuales. Todas las decisiones importantes son tomadas mediante procesos democráticos directos, y la mayoría de los cargos en la comunidad son electos.

## Historia
Su objetivo declarado es la paz, la justicia social, y la democracia económica y social. El nombre de la Comunidad East Wind (Comunidad del Viento del Este en español) procede de una cita de Mao Zedong, contenida en un trabajo llamado "The East Wind Prevails Over the West Wind" (en español, "El Viento del Este prevalece sobre el Viento del Oeste").

## Organización
La Comunidad East Wind posee 4.23 km² de tierra y numerosos negocios. La comunidad se encuentra cerca de la Ruta 160, en el extremo sur de la carretera comarcal 547 en Ozark County a las afueras de Tecumseh, Misuri.
La Comunidad East Wind tiene varias fuentes de ingresos incluyendo un negocio de manteca de frutos secos llamado Nutbutters East Wind, que genera 500.000 dólares anuales. La comunidad produce cacahuetes tostados, mantequilla de cacahuete, mantequilla de anacardo, manteca de almendra y tahini. Asimismo, producen mantequilla de cacahuete y tahini ecológicos. Además producen "alpargatas utópicas". Para llevar a cabo las tareas productivas, los miembros están obligados a trabajar un determinado número de horas, utilizándose los ingresos de los negocios para apoyar a la comunidad.
Los miembros potenciales son seleccionados por un equipo de miembros residentes en la comunidad, y son invitados a un período de visita de tres semanas, al final del cual pueden llegar a ser miembros provisionales, salvo en el caso de la existencia de demasiadas inquietudes al respecto en la comunidad. El estatus de miembro provisional se extiende durante un año, durante el que cualquier miembro de pleno derecho tiene la posibilidad de convocar una votación sobre cualquier nuevo miembro que, o bien resulte muy perjudicial o bien no esté cumpliendo debidamente con su parte del trabajo. También hay un estatus de asociado para la gente que no desea tener un pleno compromiso con la comunidad. Un miembro provisional tiene la opción de tomar una licencia temporal, que, en el caso de solicitarse durante las primeras dos semanas como miembro provisional, puede ser de hasta un año.
La Comunidad East Wind pertenece a la Federation of Egalitarian Communities (Federación de Comunidades Igualitarias), que también incluye a las comunidades Twin Oaks, Sandhill Farm, y muchas otras. Dichas comunidades permanecen en contacto a través de numerosas reuniones, y realizan trabajos de forma conjunta. Asimismo, hay un fondo económico creado con aportes de todas las comunidades, utilizado para ayudar a cubrir grandes gastos médicos.
Los miembros viven en edificios estilo residencia y cuentan con un comedor central, una lavandería y una casa de duchas. También hay diversas estancias designadas como "dobles" para parejas y visitantes. Además, existen espacios comunes para actividades recreativas como acceso a ordenadores.